# Vieil hôpital de Parme
L'Ospedale Vecchio (en français, Vieil Hôpital) est un monument situé dans le centre de Parme, en Italie. Il  était l'hôpital de la ville du XVe siècle jusqu'en 1926.

## Emplacement
Situé dans le quartier d'Oltretorrente, le long de l'actuelle rue Massimo d'Azeglio, c'était l'hôpital de la ville du XVe siècle jusqu'en 1926. Très apprécié de la population de la ville pour les services humanitaires rendus au cours des siècles, il l'est encore aujourd'hui pour les institutions culturelles qu'il abrite, des archives aux bibliothèques en passant par les clubs.
Rare exemple d'architecture hospitalière, il a été à plusieurs reprises au centre des débats politiques dans la recherche d'une destination conforme à son importance historique, architecturale et sociale. Actuellement, le bâtiment est le siège de nombreuses institutions culturelles, dont les Archives de l'État, la Bibliothèque municipale, la Bibliothèque Bizzozero, la Bibliothèque Balestrazzi et la Vidéothèque municipale.

## Histoire
En 1201, Rodolfo Tanzi, un chevalier teutonique, fonda un hôpital dans quelques maisons du borgo Taschieri (aujourd'hui borgo Pietro Cocconi), près de la Porta Santa Croce. L'hôpital était dirigé par un groupe d'hommes et de femmes qui devaient vivre en communauté, donner leurs biens et y vivre pour servir les malades, les pèlerins et les enfants orphelins. Elle n'accueillait que les malades de classe sociale pauvre puisque ceux qui en avaient les moyens pouvaient se soigner chez eux.
Rodolfo Tanzi le dirigea jusqu'en 1216 (année probable de sa mort). Au cours des années suivantes, le nombre de malades dans le besoin a augmenté de manière à rendre les chambres disponibles insuffisantes, de sorte que vers 1250, il a été décidé de construire une nouvelle structure pour les enfants trouvés, qui s'appelait alors Degli Esposti, à une courte distance de l'hôpital mère, situé sur l'actuelle via d'Azeglio. Le but, selon les recteurs, n'était pas seulement d'héberger et de nourrir les enfants trouvés mais aussi d'aider les pauvres et les prisonniers, pour lesquels deux pains, du vin et de la viande étaient envoyés une fois par semaine.
En 1322, à la suite de la construction de l'Ospedale degli Incurabili à Ugolino da Neviano, l'Ospedale degli Esposti entre dans l'histoire de la ville en tant que zone hospitalière médiévale. Le 4 décembre 1471, 59 instituts mineurs sont annexés à l'hôpital de Rodolfo Tanzi, comprenant des hôpitaux, des hospices de la ville et de la province. Cependant, cette concession était soumise à certaines conditions, notamment que le revenu des biens ne soit utilisé que pour la subsistance des malades et que l'hôpital devienne indépendant de l'évêque de Parme et ne soit soumis qu'au pape.
En 1530, une deuxième aile hospitalière fut fondée, appelée dei Misericordiosi, qui se composait de quatre sections destinées à accueillir les malades, les blessés et les orphelins. À partir de 1548, elle est gérée par le Consortium des vivants et des morts, une confrérie qui se consacre à la pratique de la charité par l'assistance aux malades.
Dans les années suivantes, avec le transfert de propriété de l'évêque à la municipalité, l'administration de l'hôpital se laïcise et devient ainsi de plus en plus un service social et de moins en moins une œuvre caritative.
En 1925, l'hôpital a cessé ses fonctions, qui ont été transférées dans les nouveaux pavillons construits sur les prés de Valera, l'actuelle via Gramsci. Depuis les années 1970, la municipalité a commencé à le restaurer et à le récupérer pour le système de bibliothèques municipales, dont le siège de l'institution des bibliothèques de la commune de Parme, la bibliothèque municipale, les bibliothèques Bizzozero et Balestrazzi, la vidéothèque, les archives historiques municipales et les archives historiques du Teatro Regio ; autant d'institutions pour lesquelles le bâtiment de l'Ancien Hôpital est devenu un centre culturel de la ville.

## Galerie

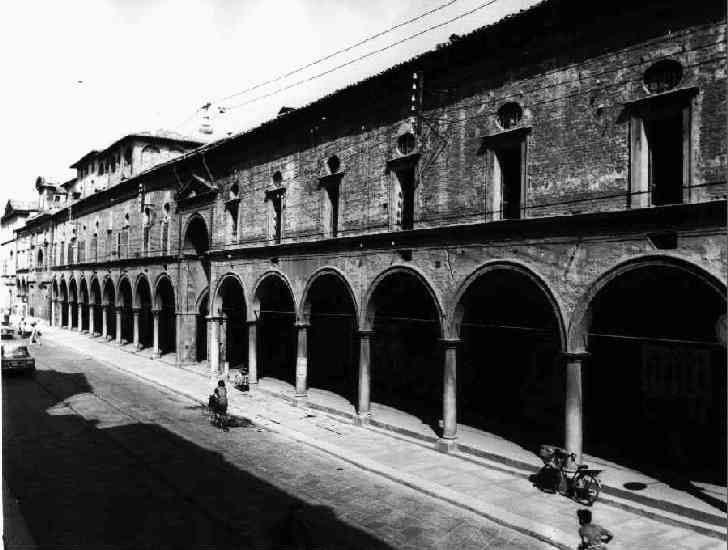
L'ancien hôpital au milieu du XXe siècle.
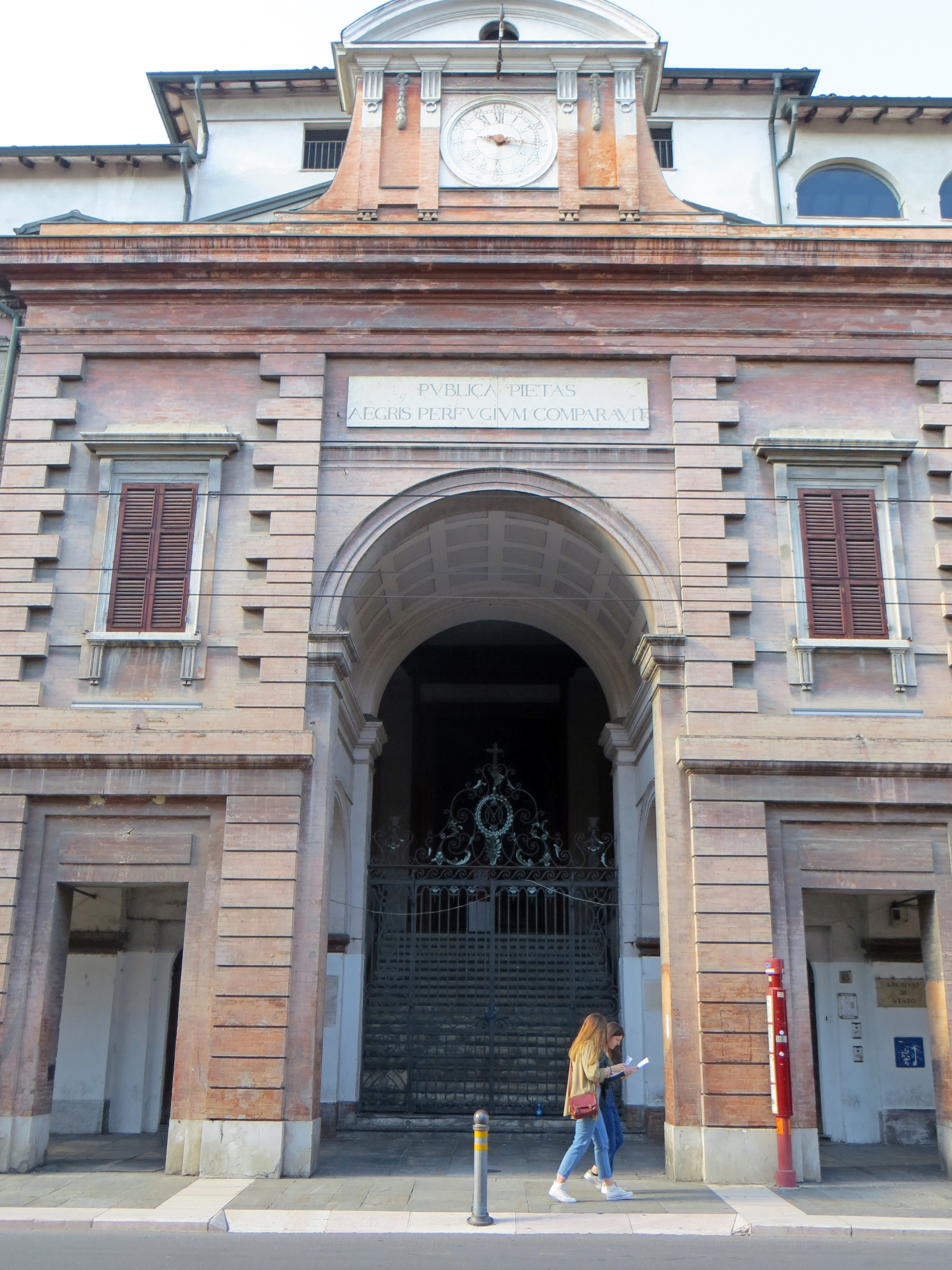
Escalier d'entrée monumental.
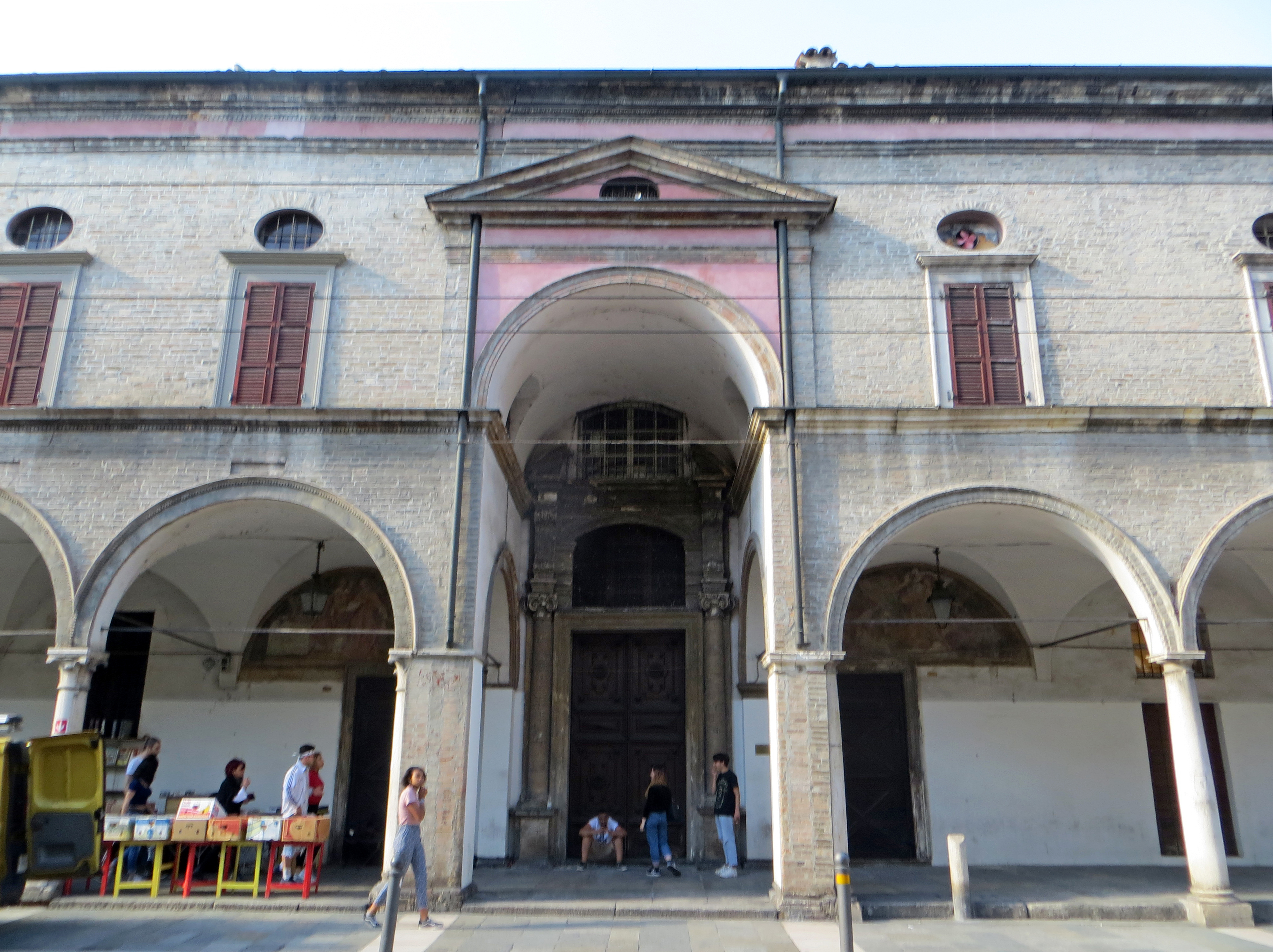
Entrée de l'oratoire de Sant'Ilario.
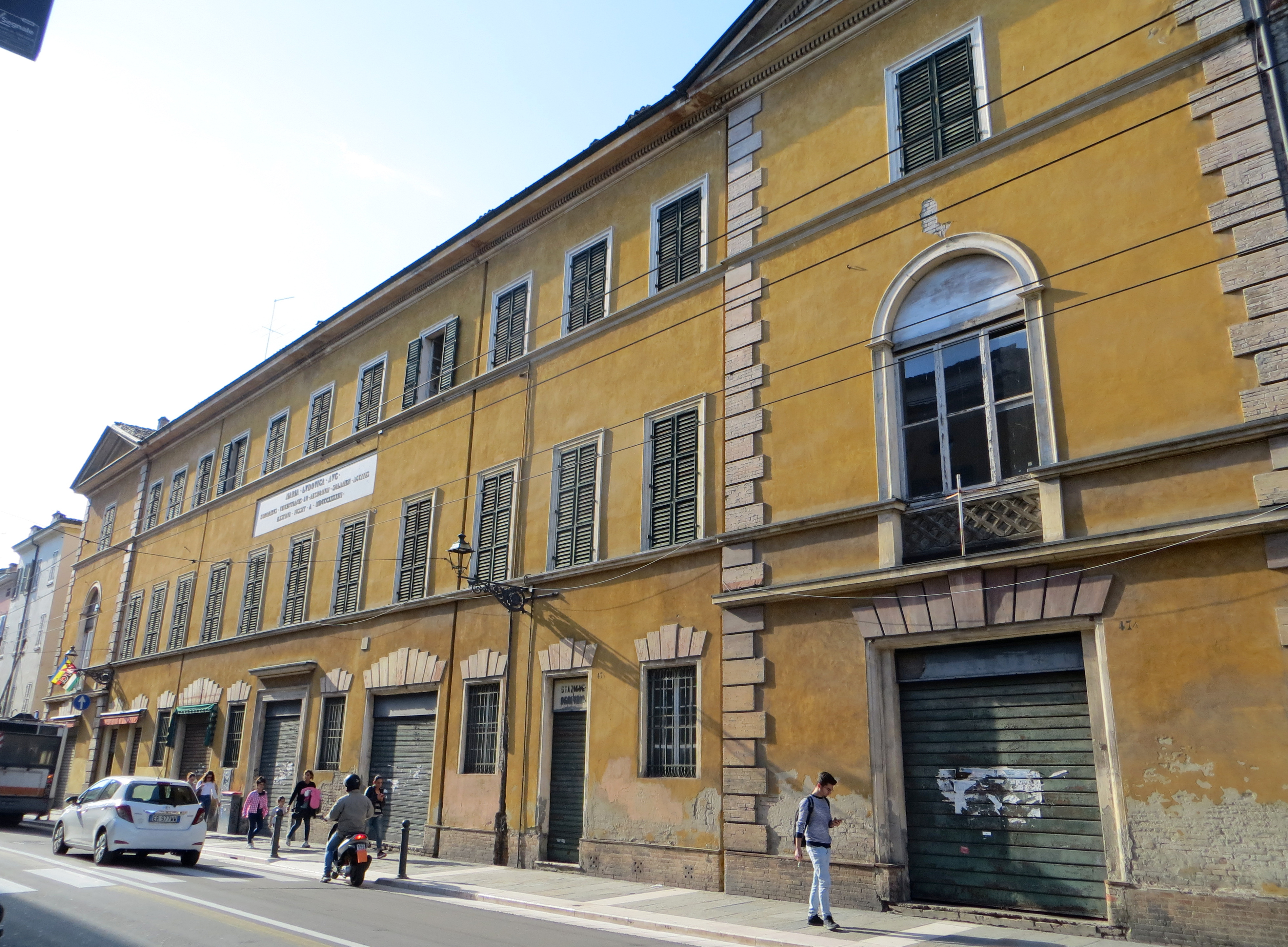
Ancien internat pour filles orphelines.